# Fedja van Huêt

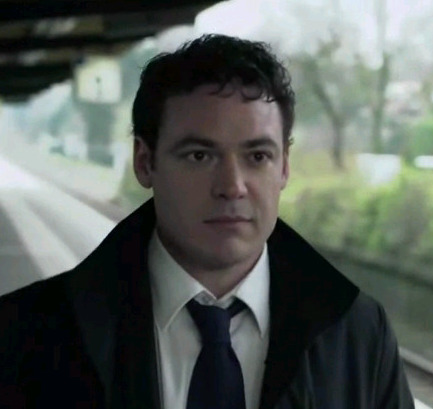
Fedja van Huêt, 2014

Fedja van Huêt (*  21. Juni 1973 in Den Haag) ist ein niederländischer Schauspieler.

## Lebenslauf
Fedja van Huêt, auch unter dem Namen Fedja Nijholt bekannt, wohnte einige Jahre in Tiel (Provinz Gelderland). Nach seinem Studium an der Theaterschule in Maastricht hat er in dutzenden Filmen und Theaterstücken mitgewirkt. So auf der Bühne des Rotterdamer RO Theaters oder der Theatergroep Hollandia in Zaandam. Seit der Spielzeit 2005/2006 ist er im Ensemble der Toneelgroep Amsterdam.
Obwohl er eine Schauspielschule besuchte, stand er kurz davor, nach der Vmbo (etwa Realschule) ins Konservatorium zu wechseln. Er spielte Schlagzeug auf (semi)professionellem Niveau.
2018 und 2020 spielte er eine der beiden Hauptrollen der ARD-Fernsehserie Der Amsterdam-Krimi, welcher in der gleichnamigen Stadt spielt. 2020 war er zu sehen in dem Spielfilm Groeten van Gerri des Regisseurs Frank Lammers.
Fedja Van Huêt ist verheiratet mit Karina Smulders (* 1980), die ebenfalls im Ensemble der Toneelschool Amsterdam ist und mit ihrem Mann auch vor der Kamera stand, z. B. 2016 in der Romanverfilmung Nieuwe buren von Saskia Noort oder 2016 in der Fernsehserie Divorce. Zusammen haben sie eine Tochter.

## Filmografie (Auswahl)
- 1987 – Terug naar Oegstgeest – Kleiner Peter
- 1996 – Advocaat van de hanen – Agent
- 1997 – Karakter – Jacob Willem Katadreuffe
- 1998 – Kort Rotterdams – Temper! Temper!
- 1998 – Sentimental Education – Robbert
- 1999 – De boekverfilming – Boris Schumann
- 1999 – The Delivery – Alfred
- 2000 – Wilde Mossels – Leen
- 2001 – AmnesiA – Zwillinge Alex und Aram
- 2001 – De Grot – Egon Wagter
- 2002 – Bella Bettien – Paul
- 2002 – Claim
- 2003 – Rosenstraße – Luis Marquez
- 2003 – Pietje Bell 2: De Jacht op de Tsarenkroon – Fuik
- 2004 – De kus – Vic
- 2004 – De dominee – Anwalt
- 2005 – Guernsey – Sebastiaan
- 2005 – Wereld van stilstand – Journalist
- 2006 – Nachtrit – Marco van der Horst
- 2007 – Nadine – Daniël
- 2007 – Wolfsbergen
- 2009 – Buddenbrooks – Hermann Hagenström
- 2010 – Loft – Bart Fenniker
- 2012 – Nono, het zigzagkind – Inspektor Feierberg
- 2013 – Daglicht* – Ray
- 2013 – Soof – Kasper
- 2014 – Lucia de B. – Quirijn Herzberg
- 2014 – Pak van mijn hart – Niek
- 2015 – Bloed, zweet & tranen – Tim Griek
- 2015 – Little Gangster (De Boskampi’s) – Marco sr.
- 2015 – J.Kessels – Frans Thomése
- 2016 – The Secret Life of Pets – Max (Stimme)
- 2016 – De held – Jacob
- 2016 – Soof 2 – Kasper
- 2018 – All You Need Is Love – Maarten
- 2018 – Dr. Seuss’ The Grinch – Erzähler
- 2020 – Groeten van Gerri – Jos van Vlokhoven
- 2021 – Herrie in Huize Gerri – Jos van Vlokhoven
- 2021 – De veroordeling – Bas Haan (Buchverfilmung)
- 2021 – Soof 3 – Kasper
- 2022 – Speak no Evil – Christian Tafdrup
- 2024 – Maxton Hall – Die Welt zwischen uns

### Fernsehfilme und -serien
- 1991 – Prettig geregeld – Lehrling
- 1991 – In voor- en tegenspoed – Zeitungsausträger
- 1991 – Pilotfilm Das Auge des Salomon zur Serie Mission: Top Secret – Mario
- 1992 – Oppassen!!! – Junge auf der Eisbahn (Folge Schaatsen)
- 1992 – Vrienden voor het leven – Folge: Gelijke monniken; Junge an der Bushaltestelle
- 1998 – De wet op het kleinbedrijf
- 1999 – Zaanse nachten
- 2000 – Goede daden bij daglicht: Op weg  – Sjors
- 2000 – Bitterzoet – Martin
- 2002 – Mevrouw de Minister – Joris van den Berg
- 2004 – Zinloos – Tom Knegthuis
- 2006 – Stubbe – Von Fall zu Fall: Schwarze Tulpen – Hans Elsaesser
- 2007 – De Prins en het Meisje – Prinz Johan Friso
- 2010–2012 – Penoza – Irwan de Rue (Staffel I und II)
- 2011–2015 – Overspel – Willem Steenhouwer
- 2014–2016 – Divorce – Pieter Schaeffer
- 2014 – Smeris
- 2016 – De Jacht[2]
- 2016 – Nieuwe buren – Lex Hartogh (Buchverfilmung)
- 2017 – De 12 van Oldenheim – Victor Klinkspoor
- 2017–2018 – Soof: een nieuw begin – Kasper
- 2018–2020 Der Amsterdam-Krimi – Bram de Groot
- 2019 – Baantjer het Begin – Bob Donkers
- 2019 – Grenslanders – Harry Biegel
- 2020 – Hoogvliegers – Lucky
- 2020 – Vliegende Hollanders – Anthony Fokker

### Gastrollen
- In voor- en tegenspoed
- Oppassen!!!
- Goede tijden, slechte tijden
- 12 steden, 13 ongelukken
- Vrienden voor het leven
- Baantjer (siehe Albert Cornelis Baantjer) – Praeses alias Henk in De Cock en de Moord uit Angst & Toine Hubar in De Cock en de Moord om de Moord

## Preise und Nominierungen
- 1999 – Goldenes Kalb Nominierung für The Delivery
- 2000 – Goldenes Kalb Nominierung für Wilde Mossels
- 2001 – Goldenes Kalb für den besten Schauspieler: (die doppelte) Hauptrolle in Amnesia
- 2006 – Goldenes Kalb für die beste männliche Nebenrolle in Nachtrit
- 2007 – Goldenes Kalb (Besonderer Jurypreis) für De prins en het meisje
- 2013 – Mary Dresselhuys Prijs, ebenso wie die Nominierung für den Louis d’Or für die Titelrolle in Macbeth der Toneelgroep Amsterdam
- 2020 – Preis für den besten Schauspieler in dem Film De Veroordeling auf dem Seattle International Film Festival
- 2021 – Goldenes Kalb für die beste Hauptrolle in einem Spielfilm für die Darstellung des niederländischen Journalisten Bas Haan in De veroordeling